# منوچهر مظفریان
منوچهر مظفریان (زاده ۳ تیر ۱۳۱۱، کازرون - درگذشته ۱۳۸۵ در شیراز)، از نویسندگان ایرانی است

## زندگی
منوچهر مظفریان روز جمعه سوم تیرماه ۱۳۱۱ خورشیدی برابر با صفر سال ۱۳۵۱ (قمری) در محله آهنگران کازرون دیده به جهان گشود. فرزند آقا میرزا جلیل فرزند آقا میرزا غلامحسین در خانواده‌ای متدین و اهل علم و ادب و سیاست به دنیا آمد.
نیاکان وی از رجال و صاحب منصبان زمان خویش به شمار می‌رفته‌اند. که از آن میان می‌توان از آقا لطف‌اله نام برد. مرحوم صدرالسادات سلامی کازرونی در کتاب آثارالرضای خود در شرح معاریف محله آهنگران می‌نویسد: « و از خانواده مباشرین قدیمه کازرون است: آقا لطف اله کلانتر». 
ایشان دوره ابتدایی را تا کلاس سوم متوسطه در شهر کازرون و دوره دانشسرای مقدماتی را در شهر شیراز گذراند و سپس به استخدام اداره آموزش و پرورش شهرستان کازرون درآمد و به تدریس پرداخت. وی در حین تدریس به تحصیل نیز ادامه داد و لیسانس ادبیات فارسی خود را در شیراز کسب و پس از چندی از دانشکده علوم تربیتی دانشگاه تهران موفق به اخذ درجه فوق لیسانس شد. 
ایشان در کنار تدریس چند سالی نیز ریاست دبیرستان‌های شاکر(شهید مطهری)و شاپور(شهید بستانپور)کازرون را بر عهده داشت که تا سال ۱۳۵۵ که بنا به تقاضای خویش به شیراز منتقل و ریاست دبیرستان عشایری شیراز را عهده‌دار شد، ادامه داشت. وی در دانشگاه آزاد واحد کازرون و فیروزآباد هم تدریس کرد. 
استاد مظفریان کار تحقیق و نویسندگی را هم در کنار خدمات فرهنگی ادامه داد و علاوه بر همکاری با نشریات گوناگون کشور، مقالات و کتاب‌های ارزشمندی نیز نگاشته اند.

## تحصیلات
- ۱۳۳۱ دوره دوساله دانشسرای مقدماتی
- ۱۳۴۰ لیساس ادبیات، دانشگاه شیراز
- ۱۳۴۷ کارشناس ارشد علوم تربیتی، تهران
- ۱۳۶۵ بازنشستگی از آموزش و پرورش

## آثار
- ۱۳۳۱ امواج خروشان، چاپخانه موسوی، شیراز
- ۱۳۴۹ راهنمای آثار تاریخی کازرون، چاپخانه کورش، شیراز
- ۱۳۵۱ شیوه سخن فارسی،
- ۱۳۵۲ جغرافیای کازرون
- ۱۳۵۳ دو عارف از کازرون، فولادوند، شیراز
- ۱۳۵۴ رهبری و مدیریت در اسلام، عطایی، تهران
- ۱۳۵۸ فرهنگ واژه‌های هم‌خانواده عربی در کتاب‌های فارسی دوره راهنمایی، نوید، شیراز
- ۱۳۶۲ دیوان پروین اعتصامی، علمی-کتاب آفرین، تهران
- ۱۳۶۴ راهنمای تدریس فارسی دوره راهنمایی(با مشارکت دکتر کامل احمدنژاد)
- ۱۳۶۸ فقیهی از دیار سلمان(یادنامه حاج شیخ عبدالکریم مختاریان)، مدرسه علمیه صالحیه، کازرون
- ۱۳۶۹ یادبود یادواره علامه طباطبایی، نوید، شیراز
- ۱۳۷۳ کازرون در آیینه فرهنگ ایران، نوید، شیراز
- ۱۳۸۱ مصباح‌الهدایه و مفتاح‌العنایه، فرهنگستان زبان و ادب فارسی، تهران
- ۱۳۸۱ لحظه‌های طلوع، نوید، شیراز

و ...